# Huis Marseille Museum for Photography
Huis Marseille Museum for Photography est un musée consacré à la photographie à Amsterdam.
C'est le premier musée de photographies d'art des Pays-Bas.

## Expositions
Depuis 1999, une nouvelle exposition est organisée tous les trois mois.
Le musée est composé de quatorze galeries, la plupart consacrées aux expositions temporaires.
Huis Marseille a exposé des œuvres de photographes célèbres tels que Cy Twombly, Sally Mann et Bernd et Hilla Becher, et a organisé des expositions d'Edward Burtynsky et de Scarlett Hooft Graafland, entre autres. Le musée possède également une importante collection de photographies contemporaines, avec des œuvres de Jacqueline Hassink, Anton Corbijn et Sophie Calle, entre autres. Des photos de Thomas Struth, Andreas Gursky et Andres Serrano font partie de la collection permanente du musée.

## Bâtiment
Le musée Huis Marseille est installé dans une maison monumentale construite vers 1665 pour le marchand français Isaac Focquier, qui fit apposer sur la façade une pierre représentant la ville française de Marseille. La maison a été laissée autant que possible dans son état d'origine et est aménagée selon le plan classique du XVIIe siècle, avec une maison avant et une maison arrière, une cour et un jardin.
Dans l'actuelle salle de jardin du musée est accrochée une peinture de plafond originale datant de 1730, créée spécialement pour la maison par Jacob de Wit, le plus important décorateur du XVIIIe siècle. L'œuvre représente Apollon trônant sur les nuages, flanqué de Minerve et des neuf Muses.
Une peinture de pafond de Jacob de Wit avait été retirée des lieux en 1900 et conservée au Rijksmuseum de la Royal Antiquarian Society. Elle a retrouvé son emplacement d'origine dans le musée en 2004.
Le bâtiment tombe en ruines et est partiellement détruit. Une campagne de rénovation est reconstruction en 1998-1999. En 1999, la fondation d’art de Pont rachète le bâtiment. Après plusieurs années de travaux supplémentaires, le bâtiment rouvre ses portes en 2004.
En 2011-2013, une extension a été réalisée dans la maison adjacente située au 399 Keizersgracht, ce qui a permis au musée de disposer d'un plus grand espace d'exposition, d'une bibliothèque plus importante et de son propre dépôt de collections. En septembre 2013, la première exposition a eu lieu dans la maison dédoublée de Marseille.
En 2019, le musée introduit une nouvelle identité visuelle.